# Motore immobile
Nel pensiero di Aristotele il motore immobile o primo motore (in greco: πρῶτον κινοῦν ἀκίνητον; in latino: primum movens) è un concetto che rappresenta la causa prima del divenire dell'universo.

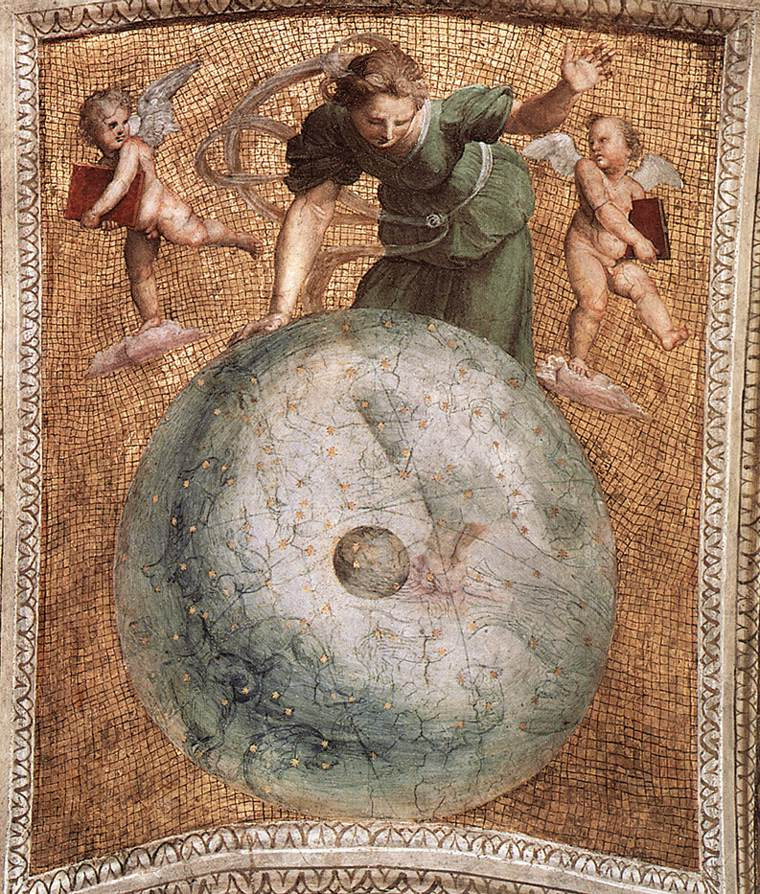
Primo moto (Raffaello, Stanza della Segnatura)

## La teoria
Poiché ogni trasformazione ha una causa, all'origine della catena di cause ed effetti deve darsi, secondo Aristotele, una causa priva di causa, o causa prima, ovvero una fonte originaria del moto priva di moto. Aristotele introduce la nozione del motore immobile nella Metafisica.

### Dio, unico e ultimo atto puro
Nel divenire, come l'intende Aristotele, ogni passaggio dalla potenza all'atto presuppone un essere già in atto. Così la trasformazione del seme in fiore, o del fiore in frutto, se da un lato necessitano che la causa materiale preceda l'effetto, dall'altro presuppongono però che il fine sia implicito nel processo stesso, quindi che il fiore esista prima del seme e che il frutto esista prima del fiore.
Soltanto l'essere in atto fa sì che un ente in potenza possa evolversi; l'argomento ontologico diventa così teologico per passare alla dimostrazione della necessità dell'essere in atto.
Il divenire è tale per cui ogni oggetto è mosso da un altro, questo da un altro ancora, e così via a ritroso, ma alla fine della catena deve esistere un motore immobile, da cui derivi il movimento iniziale ma che a sua volta non sia mosso da altro, altrimenti la catena di cause ed effetti proseguirebbe nel raggiungimento di una causa prima. Questo fu l'oggetto di una delle cinque vie per dimostrare l'esistenza di Dio, proposte da san Tommaso d'Aquino, il quale definì Dio come primo immobile limite contenente e come atto puro, unico essere trascendente l'universo e pertanto privo di potenza. La definizione di Dio come unico atto puro fu mutuata dalla metafisica aristotelica.
Dio è la causa prima di ogni movimento: Egli infatti è "motore" perché è la meta finale a cui tutto tende, "immobile" perché causa incausata, essendo già realizzato in se stesso come «atto puro». La caratteristica del suo essere "puro" dipende dal fatto che in Dio, come atto finale compiuto, non vi è la minima presenza della materia, la quale è soggetta a continue trasformazioni e quindi a corruzione.
Tutti gli enti risentono della sua forza d'attrazione perché l'essenza, che in costoro è ancora qualcosa di potenziale, in Lui giunge a coincidere con l'esistenza, cioè è tradotta definitivamente in atto: il Suo essere non è più una possibilità, ma una necessità. In Lui tutto è compiuto perfettamente, e non v'è nessuna traccia del divenire, perché questo è appunto solo un passaggio. Il motore immobile è pura necessità, ovvero un essere che non può essere differente da come è ed è causa da sempre del movimento di tutti gli altri esseri. Non vi è neppure l'imperfezione della materia che continua invece a sussistere negli enti inferiori, i quali sono ancora una mescolanza, un insieme non coincidente di essenza ed esistenza, di potenza ed atto, di materia e forma.
Nella concezione cosmologica aristotelica Dio muove il cielo delle stelle fisse come causa finale, non come causa efficiente che implicherebbe lo spostamento materiale per il movimento, mentre Dio, atto puro, è una realtà immateriale. Dal primo mobile costituito dalle stelle fisse, il movimento si propaga poi alle diverse sfere celesti concepite dall'astronomia greca, corrompendosi progressivamente fino al mondo sublunare terrestre.
La divinità non può inoltre avere contatti né interessarsi del mondo («esiste una sostanza immobile, eterna e separata dalle cose sensibili...essa è impassibile ed inalterabile»): essendo una realtà somma non può occuparsi, sminuendosi, di una realtà inferiore; quindi egli agisce ma come «oggetto di desiderio e amore», come la cosa amata attira l'amante.
Aristotele sembra non avere una concezione monoteista, ma politeista. Riconosce 55 Dei, tutte divinità intelligenti e buone, che sono poste al di fuori del mondo terrestre.

## Dio pensiero di pensiero
Se Dio si limita a farsi amare quale attività egli svolge? Per conseguire la felicità e la perfezione occorre agire e la migliore delle azioni che si possa esercitare è quella legata all'attività noetica, non essendo il pensare soggetto alla corruzione del divenire:
(Aristotele, Dell'anima, II, 1, 413b)
Ma cosa pensa Dio? Evidentemente il pensiero più alto e cioè se stesso. La sua caratteristica principale è dunque la contemplazione autocosciente fine a se stessa, intesa come «pensiero di pensiero». È estraneo alle vicende degli uomini, ed ha cura di sé stesso.
Questo concetto ebbe una profonda influenza sul pensiero medioevale, a partire dall'opera di Tommaso d'Aquino che si servì del concetto aristotelico come una delle cinque prove dell'esistenza di Dio in base al principio che Ex motu et mutatione rerum: tutto ciò che si muove esige un movente primo perché, come insegna Aristotele nella Metafisica: «Non si può andare all'infinito nella ricerca di un primo motore».
Un riferimento alla concezione aristotelica si ritrova nella Divina Commedia di Dante che si conclude con il verso riferito a Dio come «... L'amor che move il sole e l'altre stelle».
Ma mentre in Dante Dio agisce provvidenzialmente con il suo amore verso gli uomini cosicché è il suo amore che mette in moto l'universo per Aristotele la divinità non interviene sul mondo, essa è impassibile perfezione.

## Numero dei motori
Adottando il modello geometrico di Eudosso di Cnido per spiegare la peregrinazione irregolare dei pianeti (nonostante il moto circolare uniforme delle sfere celesti), verso la fine della Metafisica, nel Libro Λ, Aristotele si interroga se per tali pianeti «dobbiamo supporre un solo motore o più di uno e, in tal caso, quanti». Aristotele conclude che il numero di tutti i motori è uguale al numero dei moti separati, e può essere determinato facendo affidamento sulla scienza matematica più affine alla filosofia, cioè l'astronomia. Sebbene i matematici differiscano sul numero dei moti, Aristotele ritiene che il numero delle sfere celesti possa essere pari a 47 o a 55. Il Libro Λ si conclude con una citazione dall'Iliade: "Il governo di molti non è buono; un solo sovrano sia".